# 포르투갈의 마리아 마누엘라
포르투갈의 마리아 마누엘라(스페인어: Maria Manuela, 1527년 10월 5일 ~ 1545년 7월 12일)는 스페인의 국왕인 펠리페 2세의 왕비로 아비스가 출신이다.
1527년 10월 5일 포르투갈 코임브라에서 포르투갈의 주앙 3세 국왕과 그의 아내인 포르투갈 왕비 오스트리아의 카탈리나 왕비의 딸로 태어났다. 1527년부터 1535년까지는 포르투갈의 공주로 남아 있었다. 그의 형제로는 포르투갈의 세바스티앙 국왕의 아버지인 주앙 마누엘(João Manuel) 왕자가 있다.
1543년 11월 12일 살라망카에서 펠리페 2세 국왕과 결혼했다. 1545년 7월 8일에는 바야돌리드에서 아스투리아스 공 카를로스를 낳았지만 불과 4일 만에 출산 후유증으로 의한 출혈로 인해 사망했다.